# Kirsch-lès-Sierck
Kirsch-lès-Sierck è un comune francese di 301 abitanti situato nel dipartimento della Mosella nella regione del Grand Est.

## Società

### Evoluzione demografica
Abitanti censiti